# Microdon falcatus
Microdon falcatus är en tvåvingeart som beskrevs av Samuel Wendell Williston  1887. Microdon falcatus ingår i släktet myrblomflugor, och familjen blomflugor. Inga underarter finns listade i Catalogue of Life.